# Thomas Brady (piragüista)
Thomas Brady (Basingstoke, 22 de julio de 1991) es un deportista británico que compitió en piragüismo en la modalidad de eslalon. Ganó una medalla de bronce en el Campeonato Mundial de Piragüismo en Eslalon de 2014 y una medalla de plata en el Campeonato Europeo de Piragüismo en Eslalon de 2014.

## Palmarés internacional
| Campeonato Mundial | Campeonato Mundial          | Campeonato Mundial | Campeonato Mundial |
| Año                | Lugar                       | Medalla            | Competición        |
| ------------------ | --------------------------- | ------------------ | ------------------ |
| 2014               | Deep Creek (Estados Unidos) | Medalla de bronce  | K1 por equipos     |
| Campeonato Europeo |                             |                    |                    |
| Año                | Lugar                       | Medalla            | Competición        |
| 2014               | Viena (Austria)             | Medalla de plata   | K1 por equipos     |